# Rakhigarhi

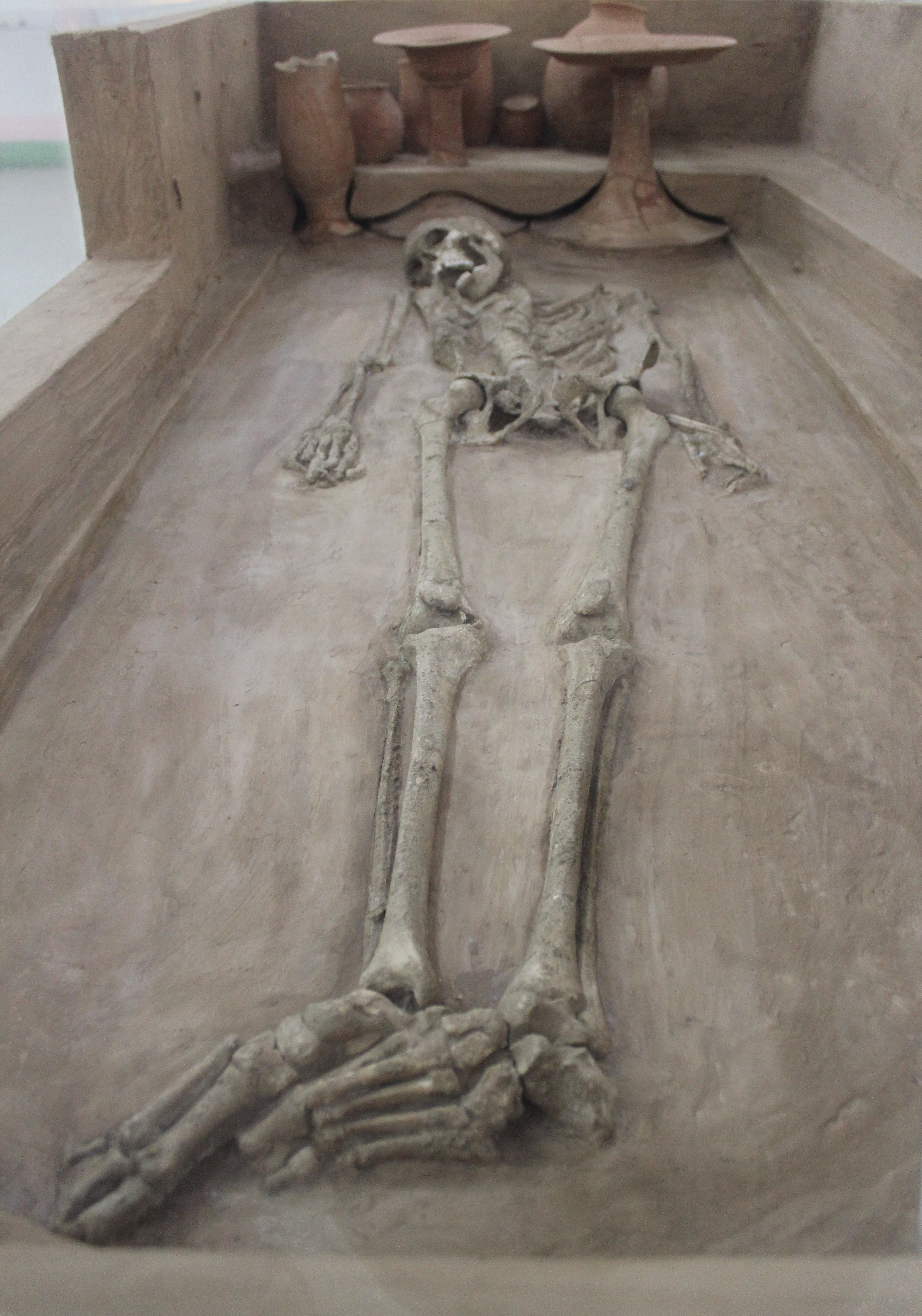
Esqueleto de Rakhigarhi en el National Museum.

Rakhigarhi es un yacimiento arqueológico de la India en el distrito de Izar, en Haryana, a unos 150 km de Nueva Delhi. Es uno de los principales yacimientos arqueológicos de la cultura del valle del Indo, solo superado por Mohenjo-daro. La antigua ciudad estaba situada a orillas del río Saraswati, hoy en día seco.
Las excavaciones las dirigieron Raymond y Bridget Allchin y J. M. Kenyer y cubren un área de 224 hectáreas, la más grande de la India. Se han excavado tres niveles de la civilización, correspondiente a los periodos primitivo, central y tardío. El lugar tiene depósitos de Hakra (mercancía típica de los establecimientos de la primera fase de la civilización del Indo) lo que llevaría el inicio de la civilización a unos 600 años antes de lo que se pensaba, y según las pruebas del carbono 14 a entre 2500 y 3000 a. C.; también se han encontrado varios objetos de las fases primitiva y central.
La población de Rakhigarhi en el momento de su máximo desarrollo se estima en 50 000 personas, tal vez más si el área del yacimiento resulta ser más grande de lo esperado.
En Rakhigarhi, se han descubierto calles pavimentadas, un sistema de alcantarillado para el tratamiento de aguas residuales, recolección y almacenamiento de agua de lluvia, talleres de fabricación de ladrillos y estatuas de terracota. así como trabajos de metal, bronce y metales preciosos. La joyería se practicó, incluida la fabricación de pulseras de terracota, oro y piedras semipreciosas, nácar concha. También había un gancho de cobre, una balanza y sus pesos, así como varios utensilios